# Ghiacciaio Keltie
Il ghiacciaio Keltie  (in lingua inglese: Keltie Glacier) è un vasto ghiacciaio lungo circa 56 km, che fluisce in direzione sudovest dal Pain Neve nei pressi dell'estremità meridionale del Commonwealth Range, continuando poi verso nordovest per confluire nel ghiacciaio Beardmore nel Ranfurly Point. Il Commonwealth Range è una catena montuosa che fa parte dei Monti della Regina Maud, in Antartide. 
Fu scoperto nel corso della spedizione Nimrod (British Antarctic Expedition 1907-09) condotta da Ernest Shackleton, che assegnò la denominazione del ghiacciaio in onore di John Scott Keltie (1840-1927), segretario della Royal Geographical Society, 1892–1915.